# Paul Collin
Paul Collin (Conches-en-Ouche, 12 luglio 1843 – 5 febbraio 1915) è stato uno scrittore, librettista, traduttore e poeta francese.

## Vita e carriera
Paul Collin nacque a Conches-en-Ouche. Nel XVIII e all'inizio del XIX secolo, la sua famiglia annoverava funzionari amministrativi nell'esercito, nei servizi postali e legali, nonché medici. Iniziò la carriera professionale come avvocato prima di sposare una delle figlie del chimico francese Theodore Gobley.
La poesia si rivelò la vera vocazione di Collin, che continuò a scrivere libretti e testi di canzoni per numerose opere e cantate, collaborando con compositori contemporanei della seconda metà del XIX secolo, tra cui Čajkovskij, che utilizzò diverse sue poesie brevi per le sue canzoni. La Collin pubblicò una raccolta delle sue opere nel 1886. Nel 1881 fu assegnato il primo Prix Rossini a Paul Collin e alla compositrice Marie, contessa di Grandval, per l'oratorio La Fille de Jaïre. Collin scrisse anche come critico musicale per la rivista Le Ménestrel.

## Lavori
Opere selezionate:
- Agar, “poème lyrique” per solisti, coro misto e orchestra, musica di Georges Pfeiffer (1875)
- Narcisse: Idylle antique pour solo et choeur, opera, musica di Jules Massenet (1878)
- Ulysse a l'ile des Sirenes, cantata, musica di Jules Massenet (1879)
- La Ronde des songes: scène fantastique, musica di Clémence de Grandval (1880)
- Rébecca, cantata, musica di César Franck (1880–81)
- La Fille de Jaïre, oratorio, musica di Clémence de Grandval (1881)
- Eternité, canzone, musica di Clémence de Grandval (1883)
- Delusione, n. 2 delle Six French Songs, op. 65, musica di Pëtr Il'ič Čajkovskij (1888)
- Sérénade (“J'aime dans le rayon”), n. 3 delle Sei canzoni francesi, op. 65, musica di Čajkovskij (1888)
- Qu'importe que l'hiver, n. 4 delle Sei canzoni francesi, op. 65, musica di Čajkovskij (1888)
- Rondel, n. 6 delle Sei canzoni francesi, op. 65, musica di Čajkovskij (1888)[4]
- Attala, musica di Juliette Folville (1890)
- Zaire, opera, musica di Charles Lefebvre (1890)
- La Naissance de Vénus, musica di Gabriel Fauré (1900)
- Amica, opera, musica di Pietro Mascagni (1905)

## Libri pubblicati
- Musica da camera, poesie, ed. Hachette
- Glas et carillons, poesie, ed. Hachette
- Du grave au doux, poesie, ed. Hachette, 1878
- Les Heures Paisibles, poesie, ed. Hachette
- Judith, opera drammatica, musica di Charles Lefebvre, ed. Mackar
- Poèmes Musicaux, ed. Tresse et Stock, 1886
- Poèmes sacrés et profanes